# Bad Blood (Fernsehserie)
Bad Blood ist eine kanadische, von Simon Barry entwickelte und produzierte Fernsehserie. Zunächst als Miniserie gedacht, basiert die erste Staffel auf dem im Jahr 2015 veröffentlichten Buch Business or Blood: Mafia Boss Vito Rizzuto's Last War von Antonio Nicaso und Peter Edwards; eine Dramatisierung von Ereignissen in Verbindung mit der italienisch-kanadischen Rizzuto-Familie, einer in Montreal ansässigen Mafia-Organisation. Die zweite Staffel weicht von dem Buch ab und ist frei erfunden. Die Serie wurde nach der zweiten Staffel eingestellt. 

## Handlung
Die erste Staffel dreht sich um den Untergang von Vito Rizzuto, dem 2013 verstorbenen sizilianischen Anführer einer in Montreal ansässigen Mafia-Organisation. Rizzuto gelang es, die kriminelle Unterwelt Montreals zu vereinen und damit eine Art Syndikat zu erschaffen. Während seiner späteren Inhaftierung bezüglich eines Mordfalls aus den 1980er-Jahren zerfiel der größte Teil seines Imperiums, und viele Mitglieder seiner Familie wurden ausgelöscht. 2012 entlassen, beginnt Rizzuto einen Rachezug und erhebt sich aus der Versenkung, wobei sein Imperium letztlich dennoch von seiner rechten Hand, Declan Gardiner, übernommen wird.
Die zweite Staffel setzt fünf Jahre nach dem Tod von Vito Rizzuto ein; Declan Gardiner beherrscht den Drogenhandel von Montreal. Mafiosi aus Europa versuchen, das Drogengeschäft von Gardiner zu übernehmen, während dieser es zusätzlich mit einer neugegründeten Task Force für organisierte Kriminalität aufnehmen muss.

## Besetzung und Synchronisation
Die deutsche Synchronisation der Serie entstand nach einer Übersetzung von Sebastian Römer (Folge 1) unter der Dialogregie von Nadine Geist und Maurice Taube nach einem Dialogbuch von Nadine Geist durch die Synchronfirma Berliner Synchron.

### Hauptbesetzung
| Figur                   | Schauspieler     | Beschreibung                                             | Staffeln |
| ----------------------- | ---------------- | -------------------------------------------------------- | -------- |
| Declan Gardiner         | Kim Coates       |                                                          | 1–2      |
| Reggie Ross             | Ryan McDonald    |                                                          | 2        |
| Rose Sunwind            | Sharon Taylor    |                                                          | 2        |
| Domenic Cosoleto        | Louis Ferreira   |                                                          | 2        |
| Luca Cosoleto           | Franco Lo Presti |                                                          | 2        |
| Enzo Cosoleto           | Daniel Kash      |                                                          | 2        |
| Ignazio „Nats“ Cosoleto | Dylan Taylor     |                                                          | 2        |
| Christian Langana       | Johnny Falcone   |                                                          | 2        |
| Teresa Langana          | Anna Hopkins     |                                                          | 2        |
| Nellie Bullock          | Lisa Berry       |                                                          | 2        |
| Vito Rizzuto            | Anthony LaPaglia | Sohn von Nicolo Rizzuto und sein Nachfolger als Boss     | 1        |
| Nicolo Rizzuto          | Paul Sorvino     | Gründer der Rizzuto-Familie                              | 1        |
| Nicolo Rizzuto, Jr.     | Brett Donahue    | Sohn von Vito Rizzuto                                    | 1        |
| Bruno Bonsignori        | Enrico Colantoni | Basiert auf Paolo Renda, Consigliere der Rizzuto-Familie | 1        |
| Gio                     | Tony Nappo       |                                                          | 1        |
| Michelle                | Maxim Roy        |                                                          | 1        |

### Nebenbesetzung
| Figur                    | Schauspieler     | Beschreibung                                           | Staffeln |
| ------------------------ | ---------------- | ------------------------------------------------------ | -------- |
| Valentina Cosoleto       | Melanie Scrofano |                                                        | 2        |
| Ken Tucker               | Eric Hicks       |                                                        | 2        |
| Junior                   | Tristan D. Lalla |                                                        | 2        |
| Siro                     | Wole Daramola    |                                                        | 2        |
| Renata                   | Angela Asher     |                                                        | 1        |
| Salvatore „Sal“ Montagna | Joris Jarsky     | Amtierender Boss der Bonanno-Familie aus New York City | 1        |

## Episodenliste

### Staffel 1
Die Erstveröffentlichung der ersten Staffel erfolgte ab dem 21. September 2017 auf dem kanadischen Sender Citytv und wurde am 7. Dezember 2018 mit deutscher Synchronisation auf Netflix per Streaming veröffentlicht.
| Nr. (ges.) | Nr. (St.) | Deutscher Titel                    | Originaltitel                  | Erstausstrahlung Kanada | Deutschsprachige Erstveröffentlichung (D/A/CH) |
| ---------- | --------- | ---------------------------------- | ------------------------------ | ----------------------- | ---------------------------------------------- |
| 1          | 1         | Narbengewebe                       | Scar Tissue                    | 21. Sep. 2017           | 7. Dez. 2018                                   |
| 2          | 2         | Festmahl oder Hungersnot           | Pacifier                       | 28. Sep. 2017           | 7. Dez. 2018                                   |
| 3          | 3         | Positive Verstärkung               | Feast or Famine                | 5. Okt. 2017            | 7. Dez. 2018                                   |
| 4          | 4         | Zuhause ist, wo die Knarre ist     | Home is Where the Gun is       | 12. Okt. 2017           | 7. Dez. 2018                                   |
| 5          | 5         | Wenn du nichts hast                | When You Got Nothin’ …         | 19. Okt. 2017           | 7. Dez. 2018                                   |
| 6          | 6         | Der Frühling ist nicht aufzuhalten | You Can Never Hold Back Spring | 26. Okt. 2017           | 7. Dez. 2018                                   |

### Staffel 2
Die Veröffentlichung der zweiten Staffel erfolgte ab dem 11. Oktober 2018 auf Citytv und wurde am 31. Mai 2019 mit deutscher Synchronisation auf Netflix veröffentlicht.
| Nr. (ges.) | Nr. (St.) | Deutscher Titel                          | Originaltitel                 | Erstausstrahlung Kanada | Deutschsprachige Erstveröffentlichung (D/A/CH) |
| ---------- | --------- | ---------------------------------------- | ----------------------------- | ----------------------- | ---------------------------------------------- |
| 7          | 1         | Wer bist du                              | Who are You?                  | 11. Okt. 2018           | 31. Mai 2019                                   |
| 8          | 2         | Eine Grapefruit im Wert von 20 Millionen | A Grapefruit Worth 20 Million | 18. Okt. 2018           | 31. Mai 2019                                   |
| 9          | 3         | Una vita per una vita                    | Una Vita Per Una Vita         | 25. Okt. 2018           | 31. Mai 2019                                   |
| 10         | 4         | Dieses Schiff hat abgelegt               | This Ship Has Sailed          | 1. Nov. 2018            | 31. Mai 2019                                   |
| 11         | 5         | Störung und frühes Leid                  | Disruption and Early Sorrow   | 8. Nov. 2018            | 31. Mai 2019                                   |
| 12         | 6         | Was ist mit Valentina?                   | What to do About Valentina    | 15. Nov. 2018           | 31. Mai 2019                                   |
| 13         | 7         | Lupara Cosoleto                          | Lupara Cosoleto               | 22. Nov. 2018           | 31. Mai 2019                                   |
| 14         | 8         | Declans Wahl                             | Declan’s Choice               | 29. Nov. 2018           | 31. Mai 2019                                   |